# Speyerski sporazum
Speyerski sporazum (madžarsko Speyeri szerződés) je sporazum, ki sta ga na zboru v Speyerju leta 1570 sklenila Kraljevina Ogrska pod oblastjo Maksimilijana II. Habsburškega in Vzhodno Ogrsko kraljestvo, ki mu je vladal Ivan Žigmund Zapolja. Rezultat sporazuma je bila ustanovitev Kneževine Transilvanije. 

## Transilvanija pred sklenitvijo Speyerskega sporazuma
Za razliko od avtonomne Kraljevine Hrvaške srednjeveška Transilvanija ni bila samostojna dežela Svete ogrske krone. Bila je zgolj upravno okrožje in sestavni del srednjeveške Kraljevine Ogrske.

## Status Transilvanije po sklenitvi sporazuma
Ivan Žigmund kot ogrski kralj Ivan II. je abdiciral v korist Maksimilijana II., vendar mu je slednji priznal status transilvanskega kneza. Ivan Žigmund je v zameno priznal Maksimilijana II. za ogrskega kralja in njegovo vrhovno oblast nad svojo kneževino. Postal je princeps Transilvaniae et partium regni Hungariae dominus – knez Transilvanije in dela Ogrskega kraljestva. V skladu s sporazumom je Kneževina Transilvanija v smislu javnega prava ostala  del Ogrskega kraljestva, vendar je Speyerski sporazum eksplicitno poudaril, da posesti Ivana Žigmunda pripadajo Sveti ogrski kroni in jih ni dovoljeno odtujiti.
Sporazum je tako kot prejšnji Sporazum iz Velikega Varadina potrdil načelo nedeljivosti Ogrske. Partij in Transilvanija sta bila podeljena Ivanu Žigmundu kot vazalu kralja Maksimilijana. Ivan Žigmund je Partij posedoval že pred tem, sporazum pa je uradno priznal njegovo oblast in njegov novi vladarski naziv.